# Source d'énergie
Pour les articles homonymes, voir Source.
 (septembre 2020).
Si vous disposez d'ouvrages ou d'articles de référence ou si vous connaissez des sites web de qualité traitant du thème abordé ici, merci de compléter l'article en donnant les références utiles à sa vérifiabilité et en les liant à la section « Notes et références ».

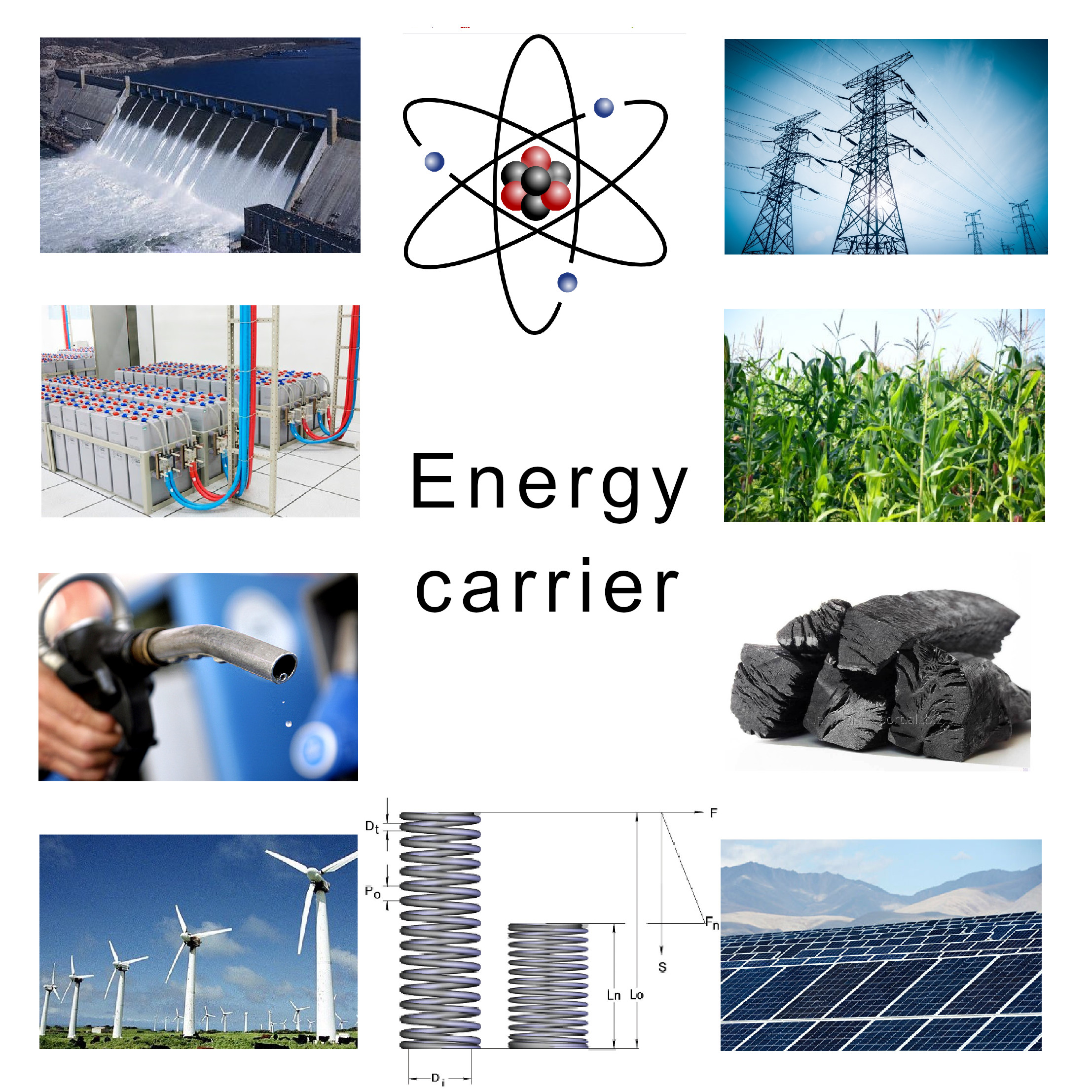
Différents supports et sources d'énergie.

Une source d'énergie est un phénomène physique ou un phénomène chimique dont il est possible d'exploiter l'énergie à des fins industrielles ou biophysiques. Une source d'énergie est dite « primaire » si elle est issue d'un phénomène naturel et n'a pas été transformée ; elle est dite « secondaire » si elle est le résultat d'une transformation volontaire. Elle peut être « renouvelable » si ses réserves ne s'épuisent pas de façon significative dans l'échelle de temps de son exploitation, ou « durable » dans le contexte écologique.

## Chaîne énergétique
Le principe énoncé par Antoine Lavoisier sur la conservation de la matière s'applique en fait plus justement à l'énergie : « rien ne se perd, rien ne se crée, tout se transforme ». Ainsi toute « production » d'énergie est en fait une récupération de formes d'énergie dont l'origine est aussi celle de l'univers.
Par exemple, une dynamo de bicyclette permet de transformer une partie de l'énergie cinétique du mouvement du cycliste en énergie électrique, laquelle se dissipera dans les feux pour produire de la lumière. Ces transformations s'accompagnent de dégagement de chaleur (énergie thermique).
Mais l'énergie cinétique du cycliste vient elle-même de l'énergie biochimique (de l'ATP des cellules musculaires) issue de l'énergie chimique des sucres synthétisés par des plantes qui utilisent l'énergie lumineuse du soleil, produite à partir de l'énergie nucléaire dégagée par la fusion des atomes d'hydrogène, la matière elle-même constituant une forme d'énergie, dite « énergie de masse ».
Il existe de nombreuses formes d'énergie mais toutes ne sont pas toujours exploitables.

## Sources primaires
L'être humain exploite plusieurs phénomènes naturels pour obtenir de l'énergie. La plupart des formes d'énergies (mise à part l'énergie marémotrice) accessibles sur Terre sont des dérivés directs ou indirects de l'énergie nucléaire (Soleil, étoiles et noyau terrestre).

### Sources primaires renouvelables
- l'énergie biochimique de la matière organique vivante, notamment sucres, amidon et graisses, est nécessaire à l'alimentation humaine (comme chez n'importe quel animal) pour entretenir son organisme, se réchauffer ;
- la bioénergie désigne l'énergie stockée par la biomasse (bois, biocarburant…), le plus souvent récupérée par sa combustion ou par méthanisation ;
- l'énergie solaire, transportée jusqu'à la Terre sous forme de rayonnement électromagnétique, n'a été transformée par l'homme qu'en énergie thermique, jusqu'à l'invention des cellules photovoltaïques permettant d'en obtenir directement de l'électricité ;
- l'énergie mécanique, que tout corps ou fluide en mouvement possède, peut être exploitée :
  - l'énergie hydraulique est l'énergie mécanique du mouvement de l'eau dans une rivière ou une chute d'eau, exploitée par les moulins à eau puis par les centrales hydroélectriques ;
  - l'énergie éolienne est l'énergie cinétique du vent, utilisée d'abord dans des moulins à vent puis par des éoliennes ;
  - l'énergie marémotrice est engendrée par le système Terre-Lune, entraînant une variation du niveau de la mer (marées) ; elle est employée essentiellement à la production d'électricité dans des usines marémotrices ;
  - l'énergie hydrolienne est issue des courants marins provoqués par les marées, par les vents et à un moindre degré par la force de Coriolis, elle est exploitée via des hydroliennes ;
  - l'énergie géothermique peut être extraite du sol pour produire de la chaleur et/ou du froid (directement ou à l'aide d'une pompe à chaleur ou d'une thermofrigopompe), ou encore pour produire de l'électricité lorsque sa température est suffisante.

### Sources primaires non renouvelables
- les combustibles fossiles sont utilisés depuis la maîtrise du feu aux temps préhistoriques avec le charbon et plus récemment le pétrole et le gaz naturel, pour produire de la chaleur, de l'électricité ou pour alimenter un moteur thermique. Ces combustibles sont issus de la décomposition de matières organiques, donc de biomasse. Cette source d'énergie est non-renouvelable car cette décomposition a pu durer plusieurs centaines de millions d'années ;
- l'énergie nucléaire provenant de la fission ou de la fusion nucléaire permet de produire de l'électricité.
  - La fission nucléaire utilisée dans toutes les centrales nucléaires utilise comme matière première des éléments tels que l'uranium, non renouvelables.
  - Pour des raisons techniques, la fusion nucléaire n'est pas encore rentable du point de vue de la production d'énergie. Les matières premières utilisées seraient le deutérium et le tritium. Le premier peut être extrait de l'eau de mer et le second, bien que peu présent à l'état naturel, est produit dans le combustible des centrales nucléaires à la suite des réactions de fission[1].

## Transformation de l'énergie primaire en énergie secondaire
En transformant l’énergie primaire, on obtient de l’énergie secondaire : c'est en particulier le cas de l'électricité d'origine thermique. Le pétrole brut transformé en fioul ou en essence, l'incinération de déchets avec récupération d'énergie fournie sous forme de chaleur et/ou d'électricité, la transformation de combustibles minéraux solides en coke ou en aggloméré, en sont d'autres exemples.

### Production électrique
Les sources d'énergie employées pour produire l'électricité et les centrales qui les exploitent sont essentiellement, :

#### Sources primaires
- Hydrocarbures ;
  - Biomasse et déchets ;
  - Pétrole ;
  - Gaz naturel ;
  - Charbon ;
- Uranium ;
- Rayonnement solaire ;
- Énergie hydraulique ;
- Vent ;
- Géothermie.

#### Centrales électriques
- Centrale nucléaire ;
- Centrale thermique à flamme ;
- Centrale solaire thermique à concentration ;
- Centrale géothermique ;
- Énergie éolienne ;
- Énergie solaire photovoltaïque ;
- Énergie hydroélectrique ;
- Cogénération.